# Linn Boyd

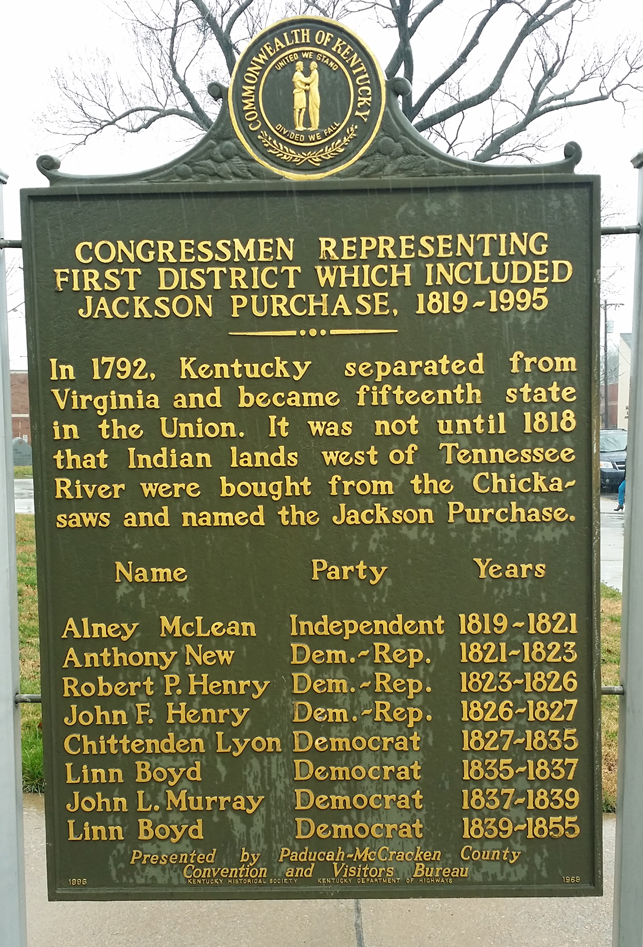
Panneau devant le palais de justice de McCracken (Paducah, Kentucky) commémorant les premiers membres de la Chambre des représentants des États-Unis pour le Jackson Purchase. Le « premier district » mentionné dans le titre a changé au fil du temps. Il se trouvait dans le 5e district congressionnel du Kentucky de 1819 à 1823, dans le 12e district jusqu'en 1833, puis dans le 1er district jusqu'à la dernière date mentionnée sur le panneau, en 1855.

Linn Boyd (né le 22 novembre 1800 ; mort le 17 décembre 1859) (également orthographié « Lynn »), est un homme politique américain de premier plan des années 1840 et 1850, qui occupe le poste de président de la Chambre des représentants de 1851 à 1855. Boyd est élu à la Chambre des représentants en tant que Jacksonien (en) du Kentucky de 1835 à 1837, puis en tant que Démocrate de 1839 à 1855, période durant laquelle il effectue sept mandats. Le comté de Boyd, dans le Kentucky, est nommé en son honneur.

## Jeunesse et famille
Linn Boyd est le fils du délégué à temps partiel Abraham Boyd dans le comté de Trigg, dans le Kentucky. En 1832, Boyd épouse Alice C. Bennett, également originaire du comté de Trigg. En 1850, à la suite de la mort de sa femme, il épouse Anna L. Dixon.

## Débuts
En 1826, Boyd s'installe dans le comté de Calloway pour y pratiquer l'agriculture. L'année suivante, il devient délégué du comté de Calloway à la Chambre des représentants du Kentucky et siège aux côtés de son père (qui représentait le comté de Trigg) en 1828-1829. En 1831, Boyd retourne dans le comté de Trigg et ses électeurs l'élisent pour les représenter à la Chambre d'État.

## Membre du Congrès
En 1833, Boyd perd sa première campagne pour la Chambre des représentants des États-Unis. En 1835, il est élu à la Chambre et y siège jusqu'en 1837, date à laquelle une perte de popularité des Whigs, consécutif à la panique de 1837, lui fait perdre son siège.
Les électeurs du Kentucky du 1er district congressionnel réintègrent rapidement Boyd à la Chambre des représentants, où il siège de 1839 à 1855. Il est un fervent partisan du président Andrew Jackson. Boyd joue un rôle clé dans l'annexion du Texas par le Congrès pendant le mandat du président John Tyler en 1845. Il joue également un rôle important dans l'adoption par le Congrès du compromis de 1850, principalement attribué à Henry Clay. C'est en grande partie grâce à son rôle dans l'adoption du compromis que Boyd est élu président de la Chambre des représentants en 1851, poste qu'il occupe jusqu'en 1855.
Pendant son séjour à la Chambre, il impressionne suffisamment son collègue Charles S. Benton (en) pour que celui-ci donne son nom à son fils, le futur inventeur et homme d'affaires Linn Boyd Benton (en).

## Fin de carrière
Boyd est nommé gouverneur du Kentucky en 1848, mais refuse de se présenter et est remplacé par Lazarus Powell (en). En 1852, il s'installe à Paducah. Il est pressenti pour occuper la vice-présidence des États-Unis lors de la convention nationale démocrate de 1856 (en), mais n'est jamais officiellement désigné ; le candidat final est son compatriote du Kentucky, John C. Breckinridge.
Les électeurs du Kentucky élisent Boyd en tant que 16e lieutenant-gouverneur du Kentucky en 1859, mais il décède peu de temps après. Cette situation prend de l'importance avec le début de la guerre de Sécession. Le gouverneur Beriah Magoffin, partisan de l'esclavage, de la sécession et des droits des États, devient de plus en plus impopulaire et méfiant alors que le Kentucky s'efforce de maintenir une position neutre entre l'Union et les États confédérés d'Amérique. Au cours de l'été 1861, les unionistes détiennent une majorité des deux tiers dans les deux chambres de l'Assemblée générale du Kentucky et annulent fréquemment les vetos de Magoffin. En août 1862, Magoffin fait savoir qu'il est prêt à démissionner de son poste de gouverneur. Cependant, en raison de la mort de Linn Boyd, la personne la plus proche pour devenir gouverneur du Kentucky est le président du Sénat John F. Fisk, que Magoffin juge inacceptable. Après la démission de Fisk et son remplacement par James F. Robinson (en), Magoffin démissionne. Robinson devient donc gouverneur et Fisk est réinstallé à la présidence du Sénat.

## Décès et sépulture
Boyd meurt à Paducah le 17 décembre 1859. Il est enterré au cimetière Oak Grove de Paducah. Oaklands, une spacieuse maison en briques qu'il avait construite à Paducah en 1852, n'existe plus que sous la forme d'un nom de rue.